# 華 (光象)

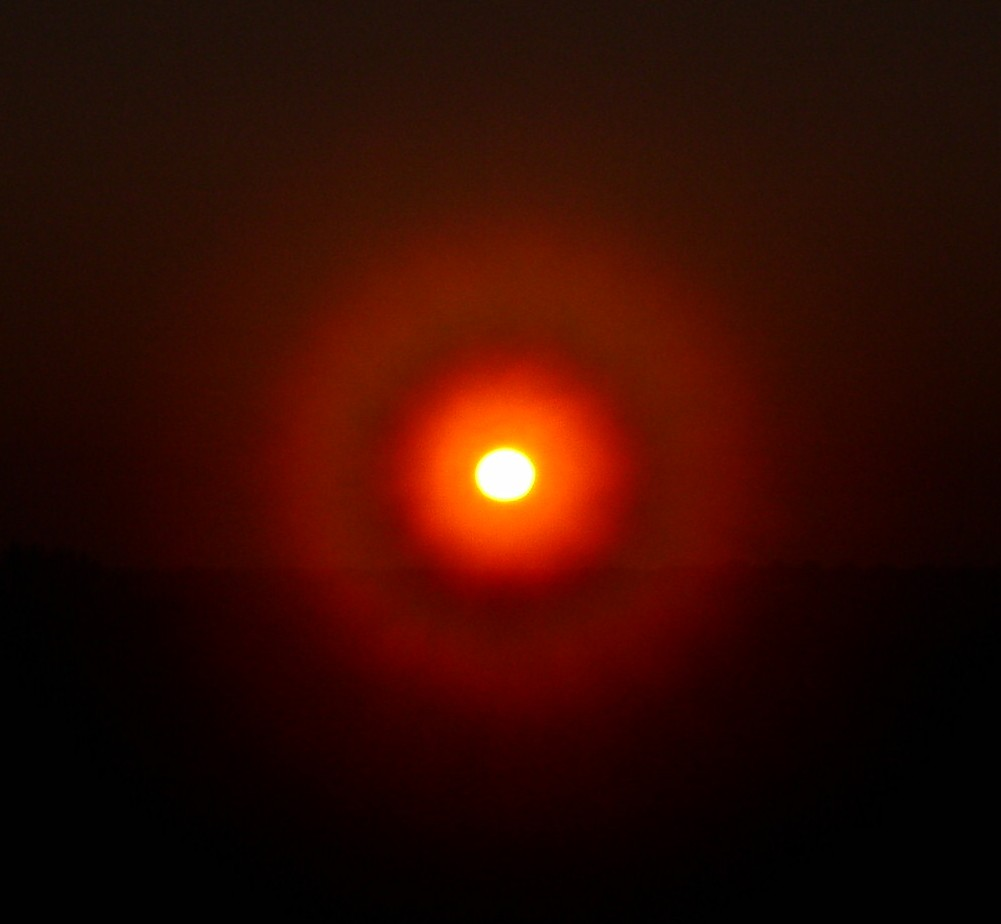
日昇時的日華

華（英語：1）為一種自然光源透過薄雲中的微細水滴所產生的特殊光象2。在太陽週遭形成一圈彩虹光環即為日華（Solar Corona）；而在月亮旁繞成一圈的彩虹光環即為月華（Lunar Corona）。

## 華的形成

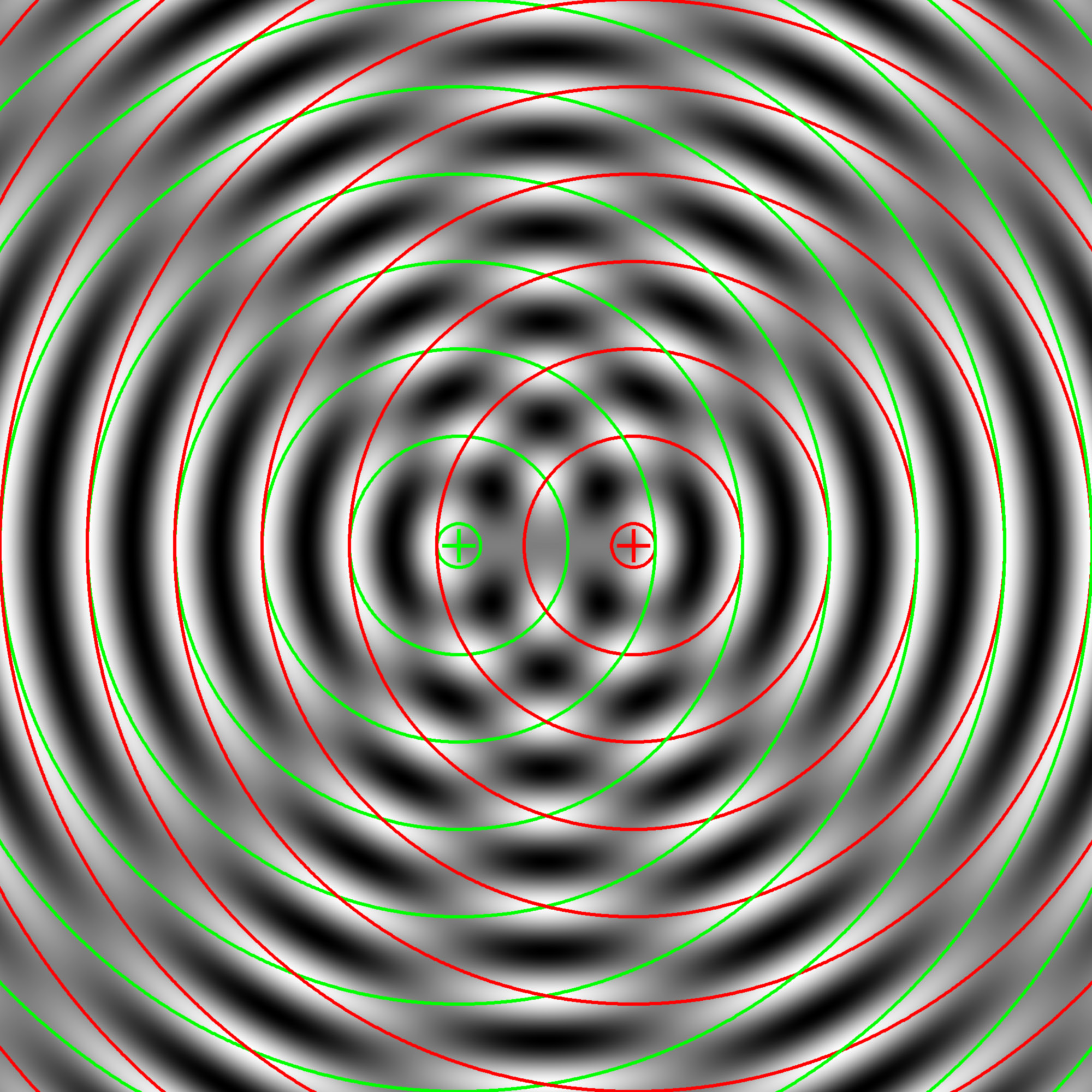
兩個光源干涉所形成的明暗區間如水波分佈

如果空中有太阳、月亮或金星等明亮的太空光源，当光線經過帶有均勻小水滴的薄雲層（如高積雲、卷積雲，尤其是莢狀雲3，罕見如珠母雲）时，会產生繞射現象。繞射現象在水滴旁形成新光源。新光源彼此相互干涉：光波相結合處會看到明亮的光，相抵消處的光線較暗。不同色光的由於繞射角度不同，一種色光的明亮區在另一種色光的陰暗區顯現出來，漸次形成色彩次序。最後所有的干涉的共同結果是在光源週遭形成內藍外紅的彩虹光環。如果水滴大小相近，光环是圆的，否则是模糊的。光环直径的大小与水滴的大小有关：水滴越小，环越大。如果你在寒冷的夜里对着玻璃呵气，当月光透过玻璃时，就会产生“人造”月华。
華与晕的区别是：華实际上是一个圆盘，不是圆圈；另外華是由中低空的水滴产生，晕是高空冰晶产生的。

## 華的種類

### 日華
當光源為日光時為日華，特色是如同雨後初陽的彩虹，色彩顯得特別艷麗，但是在薄雲的情況下日光過於強烈故較為少見。此外，色彩順序與彩虹一樣，卻和副虹——霓相反，靠近太陽端為藍紫色，遠離太陽端則為紅橙色。日華雖然少見，但是可以用下列方法觀察：
1. 觀察日出或日落時被山頭、路燈遮住的太陽。
2. 觀察林蔭間的太陽。
3. 以不透光物品遮擋水中反映的太陽光可在週遭看到水面反映的日華。

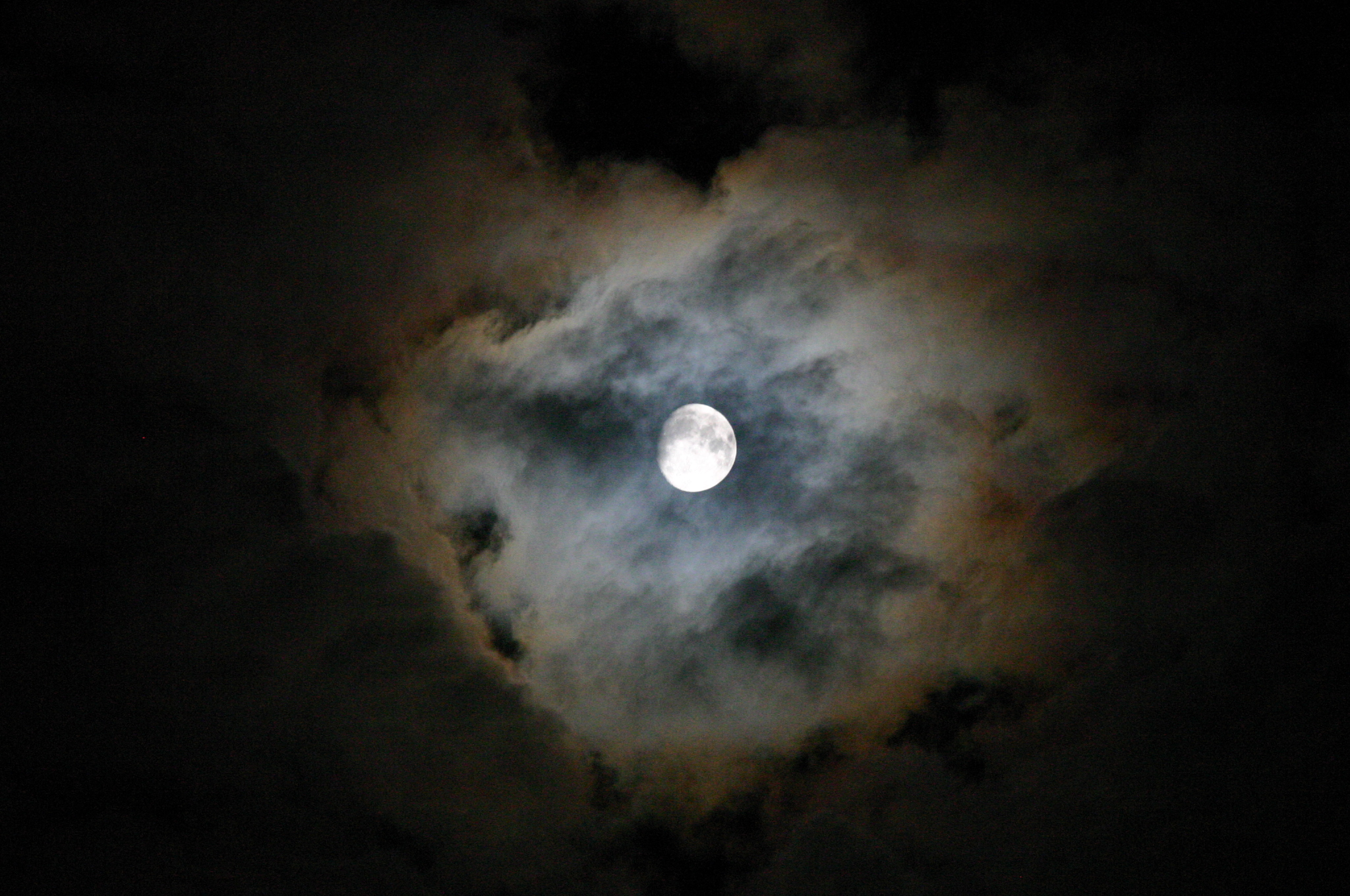
薄雲中如同巨形珍珠的月華

4. 或以相同方式觀察鏡子反映的日華[2]。

### 月華
而由月光作為光源的華稱為月華，成因與日華完全相同。但由於是夜間產生色彩較為黯淡，也因月光不若日光明亮，所以月華是常見的光象，特別在月圓多雲的夜晚容易觀察到，其色彩分佈與日華相同但不容易辨別，且光環與月亮間雲層透亮看似巨形珍珠。

### 彩雲

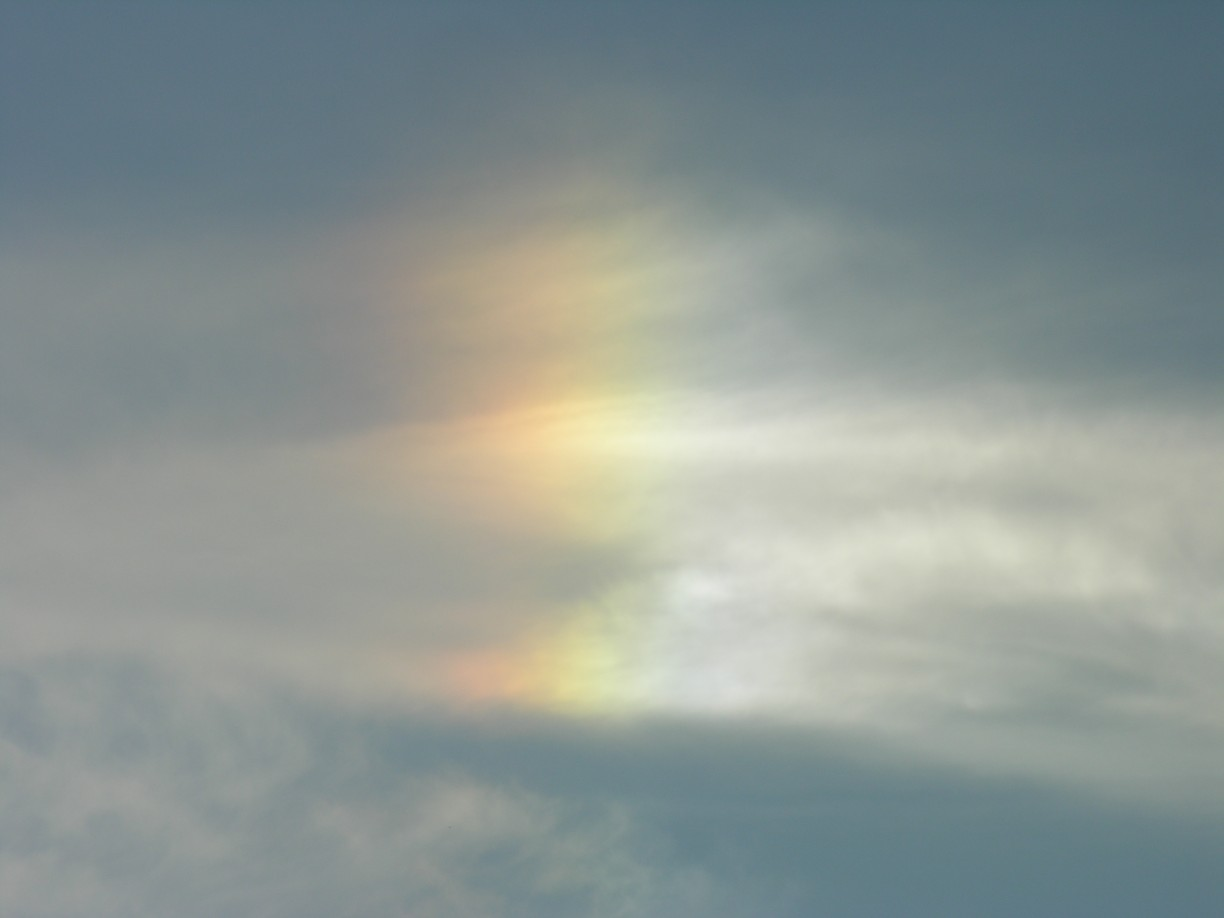
彩雲上的雲彩

當雲朵為片狀不規則分佈，使得形成的華為不規則形狀的雲彩而看不出完整彩虹光環時，此種雲稱作彩雲。

## 影像

日昇時乍現的日華
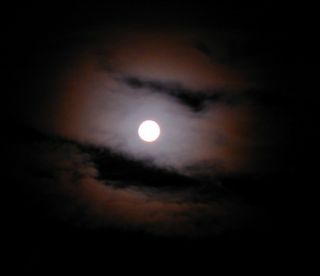
月華
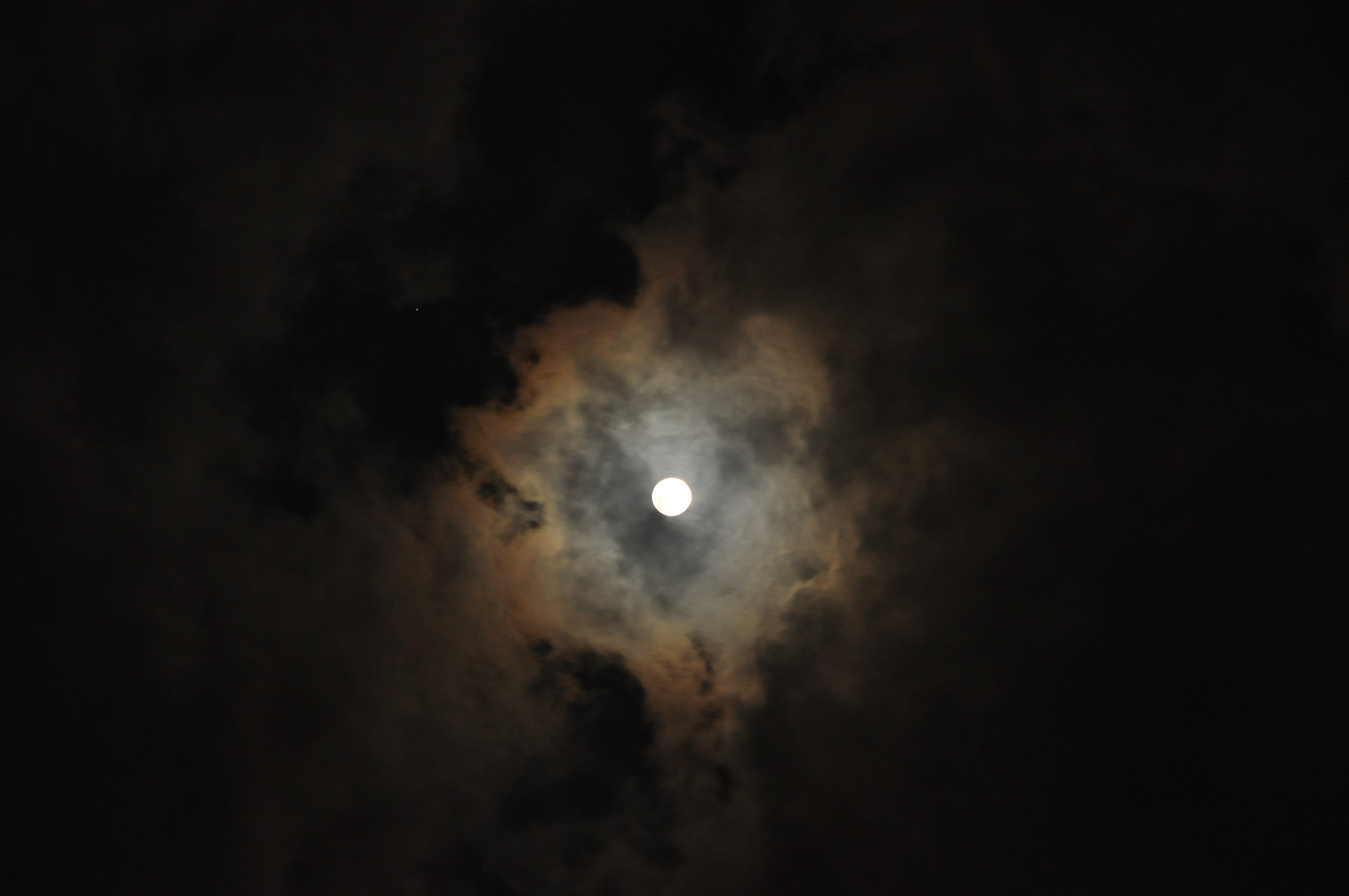
雲層上的月華。

## 外部連結
- 光象的種類 - 中央大學大氣科學系Lain大氣百科[永久]
- 奇異的光象 - 科學月刊
- Atmospheric Optics （页面存档备份，存于）
- 查詢solar corona相片 - Flickr
- 查詢lunar corona相片 - Flickr